# Alexandre Allard
Pour les articles homonymes, voir Allard.
Alexandre Allard, né le 11 octobre 1968 à Washington aux États-Unis, est un entrepreneur français.

## Biographie
Fils aîné d'une famille de trois enfants, son père est ingénieur en travaux publics et sa mère est professeur de mathématiques. Il grandit dans les quartiers d’Abidjan en Côte d’Ivoire jusqu'à l’âge de 15 ans. Il arrive en France en 1984 et devient pensionnaire à l’école Saint-Martin de France jusqu'à l'obtention du baccalauréat.
Il est connu notamment pour la création et la vente de ConsoData et la réhabilitation du Royal Monceau à Paris. Depuis 2011, il développe un projet immobilier et culturel à São Paulo, au Brésil.
Il entre en 2008 au classement du magazine Challenges des 500 plus grandes fortunes de France. Sa fortune culmine en 2019 à 300 millions d'euros, avant de retomber à 160 millions en 2022.

## Condamnation
En 2023, Alexandre Allard est condamné à 500.000 € d'amende et un an de prison avec sursis pour blanchiment de fraude fiscale.